# Ołeksij Iwczenko
Ołeksij Hryhorowycz Iwczenko, ukr. Олексій Григорович Івченко (ur. 2 stycznia 1963 w Chorobrowie w obwodzie lwowskim) – ukraiński polityk.

## Życiorys
Z zawodu inżynier budownictwa, ukończył Politechnikę Lwowską w 1985, a w 1996 fakultet ekonomiczny na tej samej uczelni. W 2001 obronił pracę kandydacką z ekonomii na Uniwersytecie Kijowskim. Od 1990 obejmował kierownicze stanowiska w różnych przedsiębiorstwach, w tym prezesa zarządu firmy Interhaz.
W latach 2000–2001 był doradcą premiera Wiktora Juszczenki. W wyborach parlamentarnych w 2002 został deputowanym do Rady Najwyższej z listy Bloku Nasza Ukraina. Od 13 kwietnia 2003 przewodniczył Kongresowi Ukraińskich Nacjonalistów, stanowisko to objął na VII zjeździe KUN po śmierci Sławy Stećko i zajmował do 4 grudnia 2010. W czasie pomarańczowej rewolucji dowodził Gwardią Narodową.
W marcu 2005 złożył mandat poselski, został prezesem przedsiębiorstwa Naftohaz Ukrainy, funkcję tę pełnił do maja 2006. W tym samym roku po raz drugi został deputowanym. W 2007 podpisał porozumienie o wejściu KUN do bloku Nasza Ukraina-Ludowa Samoobrona, gdy odmówiono wpisania go na listę wyborczą, wystąpił z koalicji i zrezygnował ze startu w przedterminowych wyborach. Powrócił następnie do pracy w biznesie.